# Dingo
El dingo (Canis lupus dingo o Canis familiaris dingo), subespècie del llop, és un tipus de cànid australià, descendent probablement del llop del sud-est asiàtic (Canis lupus pallipes). Normalment se'l considera un gos salvatge australià, però ni està restringit a Austràlia ni s'hi va originar. Els dingos contemporanis es troben per tot el sud-est asiàtic, principalment en petits reductes de selva, i també a Austràlia, sobretot al nord. Tenen trets en comú tant amb els llops com amb els gossos moderns, i es consideren descendents amb més o menys canvis d'un ancestre dels gossos moderns. El nom «dingo» prové de la llengua eora dels aborígens australians, que eren els habitants originals de l'àrea de Sydney. El gos cantant de Nova Guinea està classificat també com a Canis lupus dingo.

## Origen

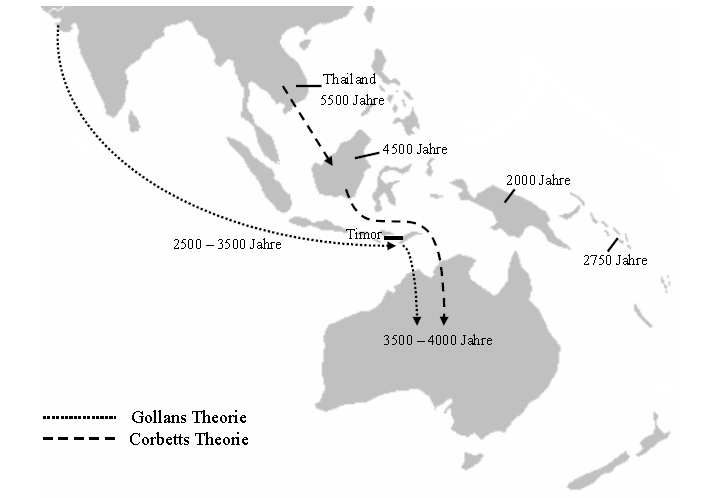
Possibles rutes migratòries que van dur el dingo a Austràlia.

Els primers cranis de dingo foren trobats a Vietnam i tenen aproximadament 5.500 anys d'antiguitat. Restes de dingos d'entre 5.000 i 2.500 anys d'antiguitat foren trobats en altres parts del sud-est asiàtic i les troballes més recents de dingos a Austràlia daten de 3.500 anys enrere.
L'origen precís del dingo és desconegut, però es troba clarament relacionat amb els llops del sud-oest asiàtic i probablement hagin començat a aparèixer per aquesta àrea al mateix temps que els humans començaven a desenvolupar l'agricultura. El dingo modern sembla un parent proper d'una de les primeres races de gossos domesticats. La data de domesticació del gos que donen les fonts arqueològiques correspondria doncs a un moment en què la relació havia esdevingut més estreta i existia un control més gran de l'home sobre l'animal, ara fa uns 17.000 anys, i els enterraments d'éssers humans amb gossos de 13.000 anys d'antiguitat trobats a Israel poden ser prova de la relació propera que es va desenvolupar entre llops i persones.
El dingo és l'únic animal que ha passat per un període de domesticació en l'antiguitat i ha tornat al seu estat salvatge, cosa que el fa una raresa vivent en termes de la relació de les espècies amb l'home. Es creu que els aborígens australians foren els responsables de la primera domesticació del dingo com a animal de companyia i guàrdia. Avui, més com a curiositat que com a utilitat, se sol domesticar certes criatures de dingos; tanmateix és un animal inquiet quan està en zel o en presència de gossos o d'altres espècies canines. L'encreuament amb gossos domèstics està posant en perill la puresa genètica del dingo.

## Morfologia

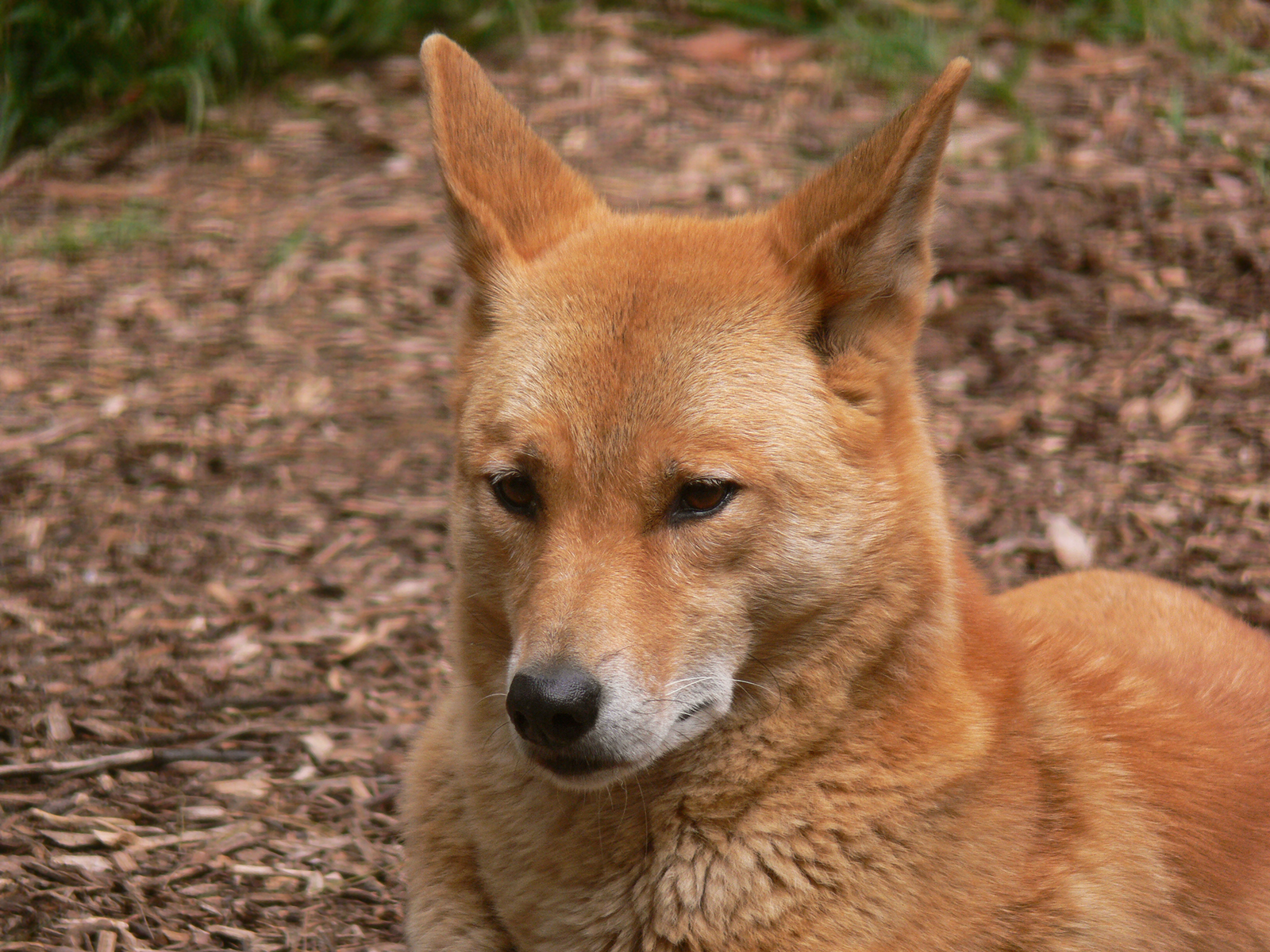
Primer pla d'un dingo

Amb entre 10 i 24 kg de pes, els dingos són més petits que la majoria dels llops de l'hemisferi nord i posseeixen cossos atlètics. Tenen una altura d'entre 44 i 63 cm a l'espatlla i una longitud d'entre 86 i 122 cm de cap a cua. El seu color és normalment gingebre, tot i que alguns tenen un to vermellós i d'altres un groc sorra. Tenen la part inferior més clara. La majoria dels dingos tenen marques blanques sobre el pit, potes i la punta de la cua; alguns tenen també el musell fosc. El seu crani és distintiu amb un musell més estret i ullals canins més grossos.

## Ecologia
Viu a Austràlia, Cambodja, l'Índia, Indonèsia, Laos, Malàisia, Myanmar, Papua Nova Guinea, les Filipines, Tailàndia, el Vietnam i la Xina.
A diferència del gos domèstic no borden, tenen una sola ventrada a l'any i la femella no és receptiva fins que ha criat els seus cadells i es valen per si mateixos. Tenen un temperament més independent que el dels gossos. Són lleials ràpids i intel·ligents.
La dieta del dingo australià es compon en un 60% de mamífers, mentre que el 40% restant és format per ocells i rèptils. A vegades, pot menjar cangurs, ualabis, ovelles i vedells però la major part de la seva dieta es compon d'animals petits, especialment el conill de bosc (Oryctolagus cuniculus) introduït pels europeus.
El dingo asiàtic viu en estreta associació amb els éssers humans, per la qual cosa gran part de la seva dieta es compon de deixalles domèstiques, incloent-hi l'arròs cuit, les fruites, el pollastre, el peix o la carn de cranc. També han estat observats caçant sargantanes i rates.
Són depredats pels éssers humans (Homo sapiens), els cocodrils (Crocodylus) i altres espècies de cànids (xacals —Canis aureus—, gossos domèstics —Canis lupus familiaris— i dingos d'altres grups). Els cadells poden ésser atacats per les aus rapinyaires (Accipitridae).
Es considera una espècie introduïda, ja que l'humà el portà al continent australià i provocà la desaparició del diable de Tasmània d'Austràlia i l'aïllà a l'illa de Tasmània (on el dingo no habita), però es pot considerar autòctona pels milers d'anys que ha viscut a Austràlia i la seva adaptació «harmoniosa» amb l'ecologia d'Austràlia.

## Enllaços externs

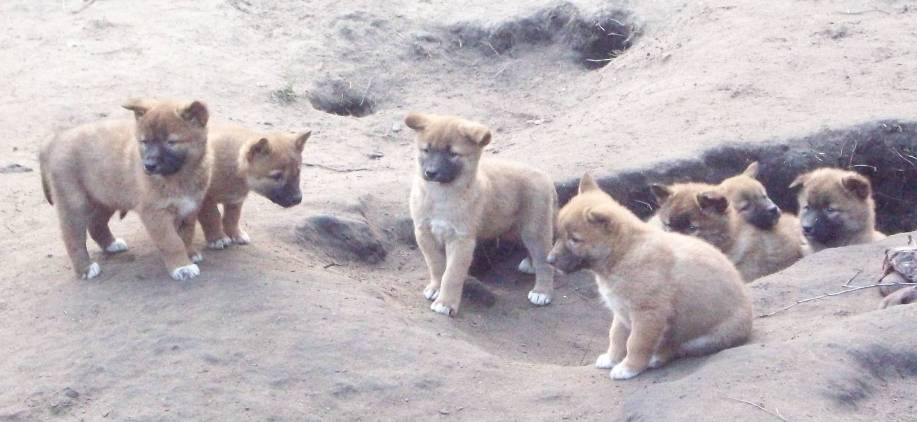
Cadells
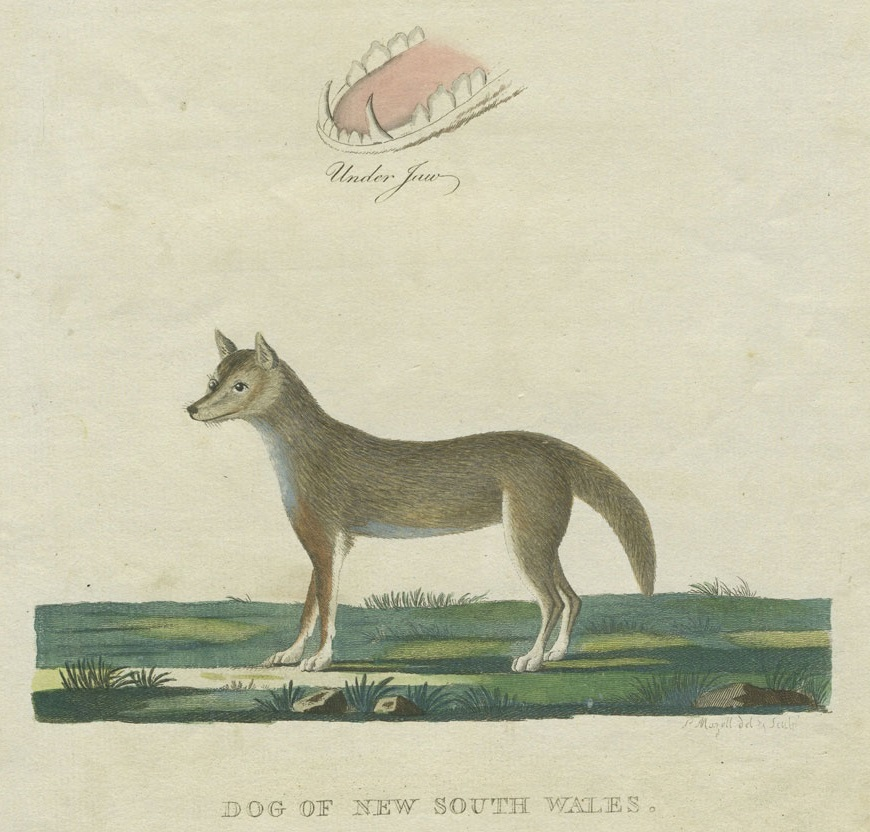
Primera il·lustració d'un dingo feta pels europeus l'any 1789.
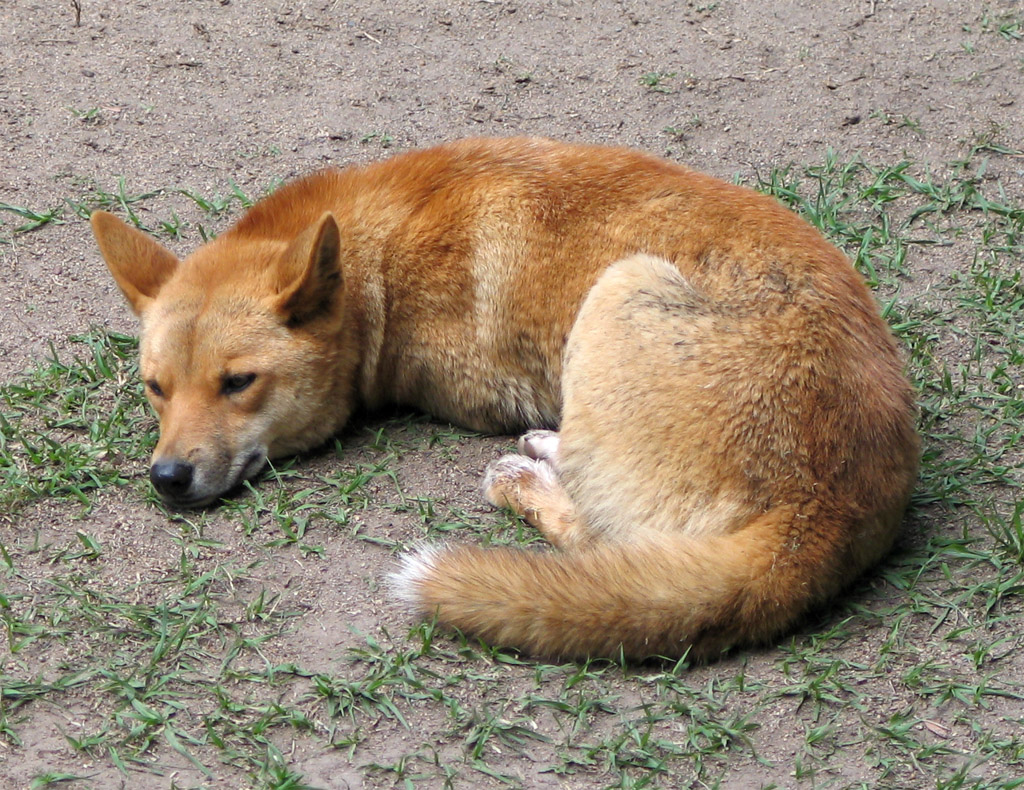
Dingo